# Django
Django (укр. Джанго) — високорівневий відкритий Python-фреймворк (програмний каркас) для розробки вебсистем. Названо його було на честь джазмена Джанго Рейнхардта (відповідно до музичних смаків одного зі засновників проєкту).
Сайт на Django будується з однієї або декількох частин, які рекомендується робити модульними. Це одна з істотних архітектурних відмінностей цього фреймворку від деяких інших (наприклад Ruby on Rails).
Архітектура Django подібна на «Модель-Вигляд-Контролер» (MVC). Однак, те що називається «контролером» в класичній моделі MVC, в Django називається «вигляд» (англ. view), а те, що мало б бути «виглядом», називається «шаблон» (англ. template). Таким чином, MVC розробники Django називають MTV («Модель-Шаблон-Вигляд»).
Початкова розробка Django, як засобу для роботи новинних ресурсів, досить сильно позначилася на його архітектурі: він надає ряд засобів, які допомагають у швидкій розробці вебсайтів інформаційного характеру. Так, наприклад, розробнику не потрібно створювати контролери та сторінки для адміністративної частини сайту, в Django є вбудований модуль для керування вмістом, який можна включити в будь-який сайт, зроблений на Django, і який може керувати відразу декількома сайтами на одному сервері. Адміністративний модуль дозволяє створювати, змінювати і вилучати будь-які об'єкти наповнення сайту, протоколюючі всі дії, а також надає інтерфейс для управління користувачами і групами (з призначенням прав).
У дистрибутив Django також включені програми для системи коментарів, синдикації RSS і Atom, «статичних сторінок»(якими можна управляти без необхідності писати контролери та відображення), перенаправлення URL та інше.
Django був створений для управління сайтами новин LJWorld.com [Архівовано 1 грудня 2008 у Wayback Machine.], lawrence.com [Архівовано 16 грудня 2008 у Wayback Machine.] і KUsports.com [Архівовано 2 грудня 2008 у Wayback Machine.] компанії The World Company (Лоренс (Канзас), США), але з моменту початку розповсюдження його у статусі відкритого програмного забезпечення отримав величезну популярність в усьому світі як платформа до численних систем.
Розробники — засновники проєкту:
- Адріан Головатий[en]
- Саймон Віллісон (англ. Simon Willison),
- Джекоб Каплан-Мосс (англ. Jacob Kaplan-Moss),
- Вілсон Майнер (англ. Wilson Miner)

## Програми, побудовані на Django
- Pinax фреймворк пропонує аплікації багаторазового застосування, спрямовані на Django сайти соціальних мереж.
- RapidSMS є основою для SMS аплікації побудованої на Django.
- Pootle являє собою інтернет-інструмент управління перекладом.
- Review Board являє собою вебінструмент спільної перевірки коду.
- Reitveld це ще один вебінструмент перевірки коду. Він був спочатку написаний як зразок для використання Django з Google App Engine  [Архівовано 18 квітня 2010 у Wayback Machine.].

## Можливості
Деякі можливості Django:
- ORM, API доступу до БД з підтримкою транзакцій[6]
- вбудований інтерфейс адміністратора,[7] з уже наявними перекладами на більшість мов
- диспетчер URL на основі регулярних виразів[8]
- розширювана система шаблонів з тегами та наслідуванням[9]
- система кешування[10]
- інтернаціоналізація[11][12]
- архітектура застосунків, що підключаються, які можна встановлювати на будь-які Django-сайти
- «generic views» — шаблони функцій контролерів
- авторизація та аутентифікація, підключення зовнішніх модулів аутентифікації: LDAP, OpenID та ін.
- система фільтрів («middleware») для побудови додаткових обробників запитів, наприклад включені в дистрибутив фільтри для кешування, стиснення, нормалізації URL і підтримки анонімних сесій
- бібліотека для роботи з формами (наслідування, побудова форм за існуючою моделлю БД)
- вбудована автоматична документація по тегам шаблонів та моделям даних, доступна через адміністративний застосунок

Різні компоненти фреймворку між собою пов'язані слабо, тому достатньо будь-яку частину замінити на аналогічну. Наприклад, замість вбудованих шаблонів можна використовувати Mako [Архівовано 11 квітня 2022 у Wayback Machine.] або Jinja.

### Об'єктно-реляційне відображення (ORM)
Django підтримує парадигму ООП. Об'єкти БД в термінології Django іменуються «моделями». Фреймворк надає у розпорядження розробникові розвинутий прикладний програмний інтерфейс для високорівневого доступу до даних. В більшості випадків немає потреби писати SQL-запити (однак, ніхто не забороняє це робити).
Для прикладу, для проєкту обліку учнів можна створити таку модель:
```
 class Student(models.Model):
     name = models.CharField("Ім'я", max_length="100")
     surname = models.CharField("Прізвище", max_length="100")
     birth_date = models.DateField()
```

При виконанні синхронізації проєкту з БД автоматично буде створена таблиця БД з полями, які відповідають полям (properties) моделі.
Вибірка всіх студентів:
```
 students = Student.objects.all()
```

Вибірка з фільтром по прізвищу, по частині прізвища, по даті народження:
```
 students = Student.objects.filter(surname="Іванов")
 students = Student.objects.filter(surname__iexact="нов") # LIKE-фільтр
 students = Student.objects.filter(birth_date__gte=datetime.date('1982', '4', '5')) #старші за дану дату
```

### Автоматична побудова інтерфейсу для адміністрування
Django автоматично створить для вас CRUD-інтерфейс ('адмінку').

### Елегантні URL
Парсинг URL-ів побудований на регулярних виразах. Розробник не обмежений у використанні певної схеми посилань.

### Зручна система шаблонів
В Django є окрема мова для опису шаблонів. Вона є дуже простою і «дружньою» для непрограмістів. В ній присутні оператори циклу, умови, форматування даних. З практики: верстальщика можна навчити редагувати Django-шаблони за 2-3 заняття.
Мова шаблонів виконує функцію відображення даних. Змінити дані в БД її операторами неможливо.

### Гнучка підсистема кешування
Django-проєкт може бути налаштований на роботу з Memcached чи будь-яким іншим фреймворком за лічені хвилини. Інструменти Django дозволяють кешувати SQL-вибірки, шаблони та їх частини і просто окремі змінні.

### Проста інтернаціоналізація
Переклад Django-проєкту не є проблемою. Інтернаціоналізація базується на концепції «лінивого» перекладу. Це зокрема означає, що якщо певний рядок тексту не має перекладу, то буде використано базовий текст і не буде показано повідомлення про помилку. Проте ніхто не забороняє використовувати функції, які будуть контролювати наявність перекладу рядкових даних.
Для перекладу тексту всередині програмного коду використовується функція ugettext, яка часто імпортується як «_»
```
 from django.utils.translation import ugettext as _
```

Її можна однаково вільно використовувати в тілі процедур і в полях класів.
```
 class Item(models.Model):
   category = models.ForeignKey(Category, verbose_name=_("Category"))
```

```
 ...
```

```
 def do_something():
   print _("Hello!")
   t = "Variable string"
   print _(t)
```

Для перекладу тексту всередині шаблонів використовується бібліотека шаблонних тегів i18n.
```
 {% load i18n %}
 ...
```

## Конфігурація сервера
Django проєктувався для роботи під управлінням вебсервера Apache з модулем mod python і використанням PostgreSQL як бази даних.
На даний час Django також підтримує FastCGI, mod wsgi або SCGI. Вебсервером може бути Apache, lighttpd, nginx, CherryPy. Підтримувані системи баз даних — MySQL, SQLite, PostgreSQL і Oracle.
У складі Django присутній власний вебсервер для розробки і налагоджування. Сервер автоматично відслідковує зміни у файлах сирцевого коду і перезапускається, що зручно при розробці проєкту.

## Книги з Django
- липень 2009: Apress випустило другу редакцію книги The Definitive Guide to Django, для версії 1.1, за ліцензією GNU Free Document License (перша редакція вийшла у грудні 2007.)[14]
- червень 2009: Apress випустило другу редакцію книги Practical Django Projects by James Bennett (перша редакція вийшла у червні 2008.)[15]
- березень 2009: Packt Publishing [Архівовано 15 вересня 2010 у Wayback Machine.] випустило Django 1.0 Website Development by Ayman Hourieh[16]
- грудень 2008: Packt Publishing [Архівовано 15 вересня 2010 у Wayback Machine.] випустило Django 1.0 Template Development by Scott Newman[17]
- грудень 2008: Apress випустило Pro Django by Marty Alchin.[18]
- жовтень 2008: Addison-Wesley випустило Python Web Development with Django by Jeff Forcier, Wesley Chun, and Paul Bissex.[19]
- квітень 2008: Packt Publishing [Архівовано 15 вересня 2010 у Wayback Machine.] випустило Learning Website Development with Django by Ayman Hourieh[20]